# Memòria només de lectura programable

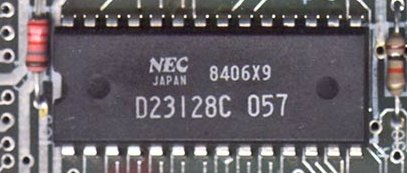
PROM D23128C a la plaqueta d'una Sinclair ZX Spectrum.

Una memòria només de lectura programable o memòria morta programable o PROM (per l'anglès programmable read only memory) és una memòria digital on el valor de cada bit depèn de l'estat d'un fusible (o antifusible), que pot ser cremat una sola vegada. és l'acrònim de Programmable Read-Only Memory (memòria ROM programable). Per això la memòria pot ser programada (poden ser escrits les dades) una sola vegada a través d'un dispositiu especial, un programador PROM. Aquestes memòries són utilitzades per gravar dades permanents en quantitats menors a les ROM, o quan les dades han de canviar en molts o tots els casos. Petites PROM han vingut utilitzant-se com generadors de funcions, normalment en conjunció amb un multiplexor. De vegades es preferien a les ROM perquè són bipolars, habitualment Schottky, aconseguint grans velocitats.

## Programació
Una PROM comú es troba amb tots els bits en valor 1 com a valor per defecte de les fàbriques, el cremat de cada fusible, canvia el valor del corresponent bit a 0. La programació es realitza aplicant polsos d'alts voltatges que no es troben durant operacions normals (12 a 21 volts). El terme Read-only (només lectura) es refereix al fet que, a diferència d'altres memòries, les dades no poden ser canviats (com a mínim per l'usuari final).

## Història
La memòria PROM va ser inventada a 1956 per Wen Tsing Chow, treballant per a la Divisió Arma, de l'American Bosch Arma Corporation a Garden City (Nova York). La invenció va ser concebuda a petició de les Forces Aèries dels Estats Units, per aconseguir una forma més segura i flexible per a emmagatzemar les constants dels objectius en l'ordinador digital del MBI Atlas E/F.
La patent i la tecnologia associades van ser mantingudes sota secret per diversos anys mentre l'Atlas E/F  era el principal míssil dels Estats Units. El terme "cremar", referint-se al procés de gravar una PROM, es troba també en la patent original, perquè com a part de la implementació original havia de cremar literalment els díodes interns amb un excés de corrent per produir la discontinuïtat del circuit. Les primeres màquines de programació de PROMs també van ser desenvolupades per enginyers de la Divisió Arma sota la direcció del Sr Chow i van ser ubicats al laboratori Arma de Garden City, i a la prefectura del Comandament estratègic aeri de les Forces Aèries.

## EPROM i EEPROM
Wen Tsing Chow i altres enginyers de la Divisió Arma continuaren amb aquest succés dissenyant la primera Memòria de Només Lectura No destruible ( Non-Destructive Read-Only Memory,  NDRO ) per aplicar-ho a míssils guiats, fonamentat en una base de doble obertura magnètica. Aquestes memòries, dissenyades originalment per mantenir constants d'objectius, van ser utilitzades per a sistemes d'armes de Míssil balístic intercontinental i Míssil balístic de rang mitjà mòbil.
La principal motivació per a aquest invent va ser que la Força Aèria Nord-americana necessitava reduir els costos de la fabricació de plaquetes d'objectius basades en PROMs que necessitaven canvis constants a mesura que arribava nova informació sobre objectius del bloc de nacions comunistes. Com que aquestes memòries són esborrables, programables i re-programables, constitueixen la primera implementació d'una producció de memòries EPROM i EEPROM, de fabricació anterior a 1963.
Cal observar que els termes moderns d'aquests dispositius, PROM, EPROM i EEPROM, no van ser creats fins un temps després que les aplicacions de míssils nuclears guiats haguessin estat operacionals. Les implementacions originals d'Arma es refereixen a les PROMs com "matriu d'emmagatzematge de constants"; i a les EPROMS i EEPROMs simplement eren anomenades "memòries NDRO".
Les modernes implementacions comercials de les PROM, EPROM i EEPROM basades en circuits integrats, esborrat per llum ultraviolada, i diverses propietats dels transistors, apareixen uns 10 anys després. Fins que aquestes noves implementacions van ser desenvolupades, fora d'aplicacions militars, era més barat fabricar memòries ROM d'utilitzar una de les noves cares tecnologies desenvolupades i fabricats pels contractistes de míssils de les forces aèries.
De tota manera, en míssils, naus espacials, satèl·lits i altres aplicacions de molta fiabilitat, segueixen en ús molts dels mètodes de la implementació original dels anys 50.